# Walter Rudolf Hess
Walter Rudolf Hess (ur. 17 marca 1881 w Frauenfeld, zm. 12 sierpnia 1973 w Asconie w dystrykcie Locarno) – szwajcarski fizjolog, chirurg i okulista, laureat nagrody Nobla w dziedzinie fizjologii i medycyny w roku 1949 za mapowanie obszarów mózgu odpowiedzialnych za kontrolowanie organów wewnętrznych.
Pochodził z rodziny inteligenckiej. Pobierał nauki na kilku uczelniach. Dyplom uzyskał na Uniwersytecie w Zurychu w 1906. Po zakończeniu edukacji praktykował w Raperswilu jako okulista. W 1912 znalazł zatrudnienie w Instytucie Fizjologii Uniwersytetu w Zurychu jako asystent. W 1915 przebywał przez krótki czas na Uniwersytecie w Bonn. W 1916 spędził rok w szwajcarskiej armii. W 1917 w Zurychu został mianowany profesorem. Od 1917 do 1951 pełnił funkcję dyrektora Instytutu Fizjologii. W latach 20. i 30. skierował swoje zainteresowanie naukowe w stronę autonomicznego układu nerwowego; badał też neurologiczną stronę snu. Przeprowadzając serię eksperymentów na psach i kotach, zdołał dokładnie zmapować ich międzymózgowie, wskazując rejony odpowiedzialne za konkretne stany, zachowania i emocje. Za osiągnięcia w dziedzinie mapowania międzymózgowia otrzymał w 1949 nagrodę Nobla. Nagrodę tę otrzymał wspólnie z António Egasem Monizem. Odkrycia Hessa okazały się później przydatne w terapii choroby Parkinsona i innych przypadłości.